# Borsh

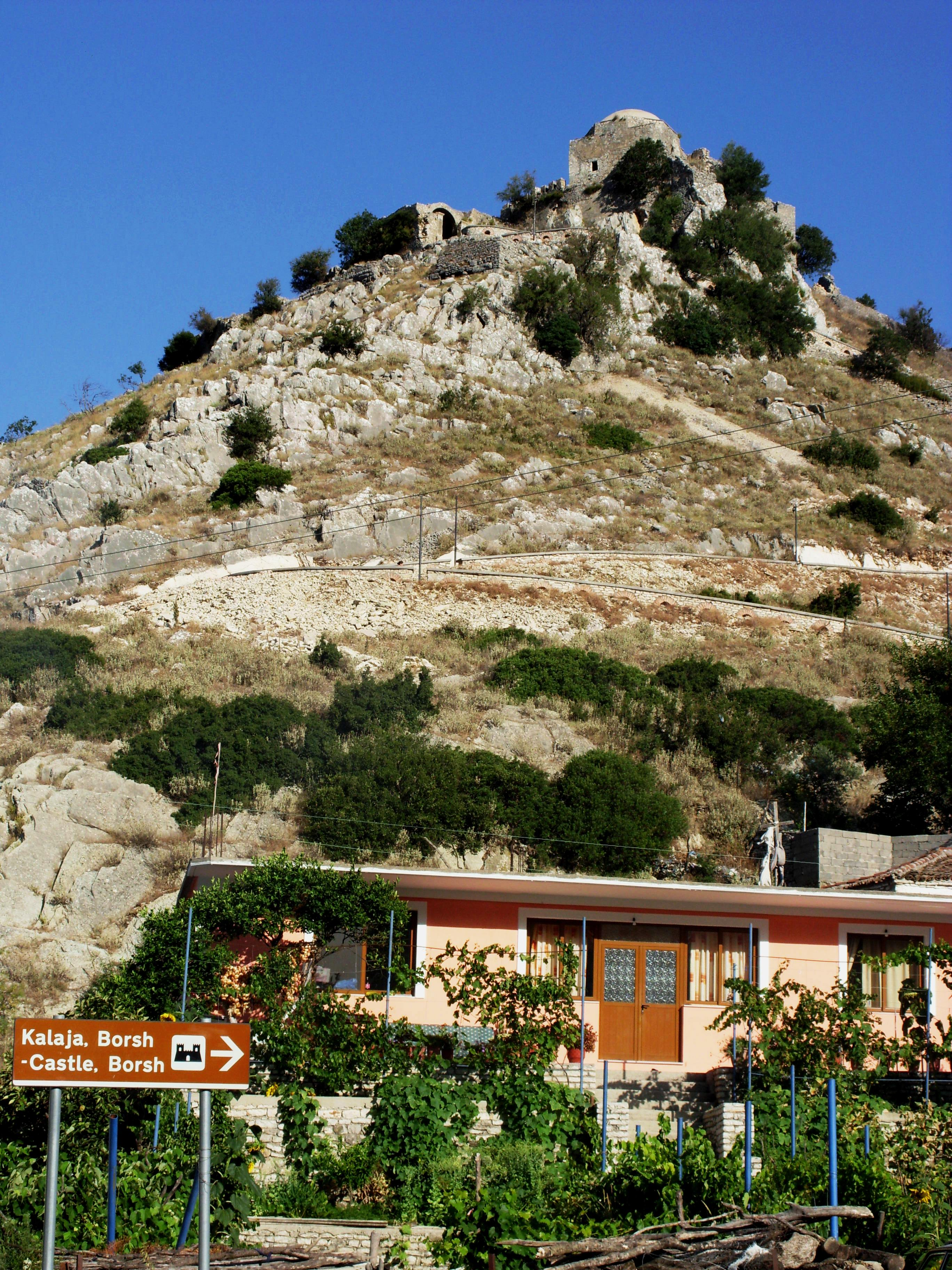
Borsh slott.

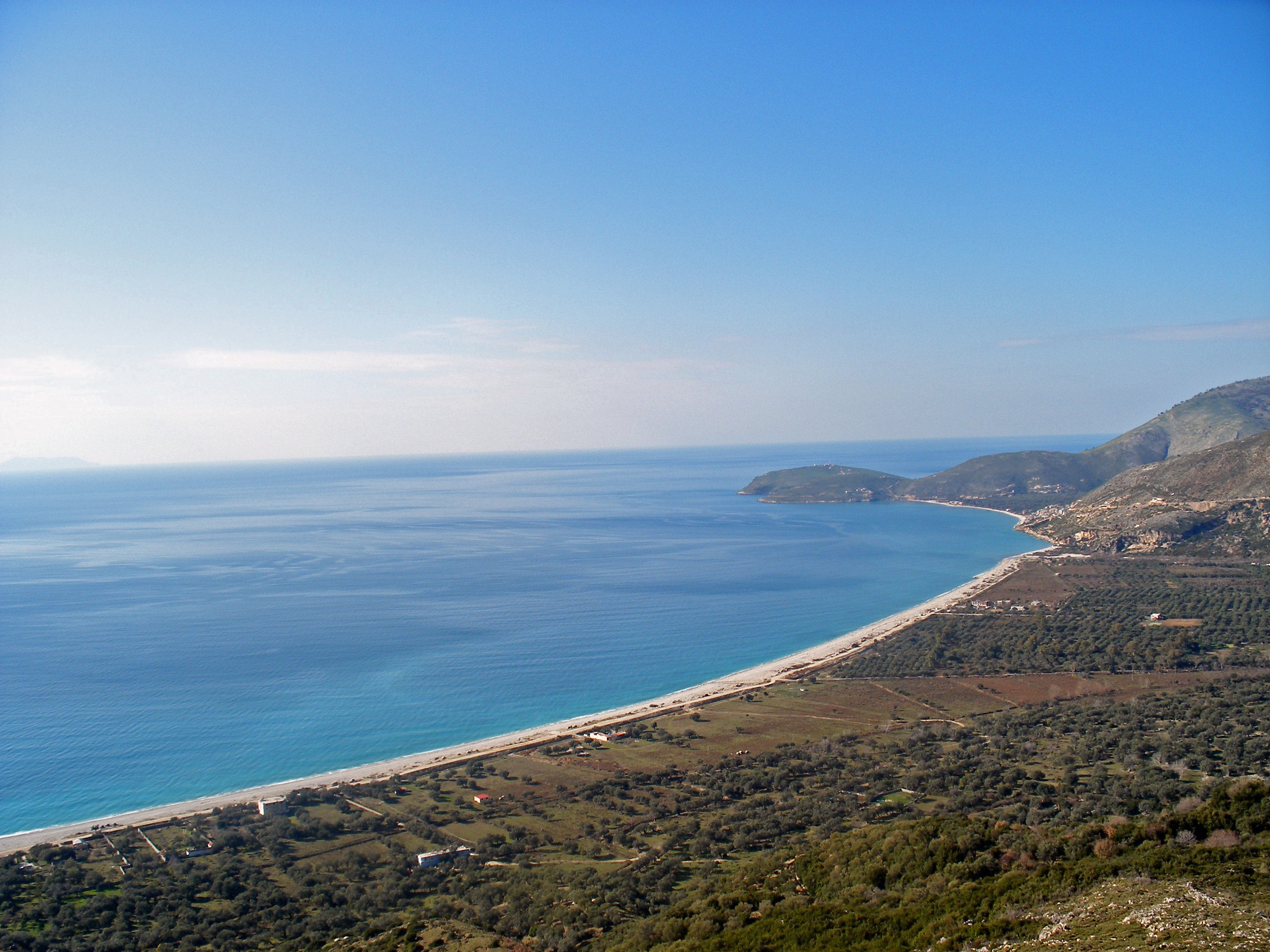
Albanska Rivieran i Borsh

Borsh (albanska: Borsh med böjningsformen Borshi) är en by och badort på den albanska rivieran i Albanien, cirka 30 kilometer från Saranda. Borsh tillhör kommunen Lukovë[källa behövs] i distriktet Sarande[källa behövs] i Vlorëprefekturen. 
Byn har en befolkning på 2 500 personer, varav vilka de flesta är muslimer. Byn är populär som turistmål på grund av sin långa strand som, med sina fem kilometer, är Joniska havets längsta.